# Тейлор, Джон Аллен
Джеймс Аллен Тейлор (англ. James Allen Taylor) (род. 31 декабря 1937) — офицер армии США в отставке, удостоился высочайшей военной награды Соединённых штатов Америки — медали Почёта за свои действия в ходе Вьетнамской войны.

## Биография
Родился 31 декабря 1937 года в г. Аркейта, штат Калифорния. Тейлор вступил в армию США из Сан-Франциско, штат Калифорния в 1956 году. В 1965 году он стал офицером. По состоянию на 8 ноября 1967 года он служил в звании первого лейтенанта в отряде В, первом дивизионе, первого кавалерийского полка 23-й пехотной дивизии «Америкал». Когда его командир был ранен в бою, Тейлор был отряжён в боевую зону, чтобы принят командование и организовать миссию по поиску и уничтожению. В ходе сражения на следующий день к западу от Ке Сон (Республика Вьетнам) Тейлор несколько раз выходил под вражеский обстрел, чтобы спасти экипажи повреждённых штурмовых машин и бронетранспортёров. В дальнейшем он был повышен в звании до капитана и 19 ноября 1968 года был награждён медалью Почёта.    
Тейлор дослужился до майора и ушёл в отставку в 1980 году. Он получил степень бакалавра в университете Тампы. 

## Награды
|  | медаль Почёта    |
|  | Бронзовая звезда |
|  | Пурпурное сердце |
|  | медаль ВВС       |

## Наградная запись к медали Почёта

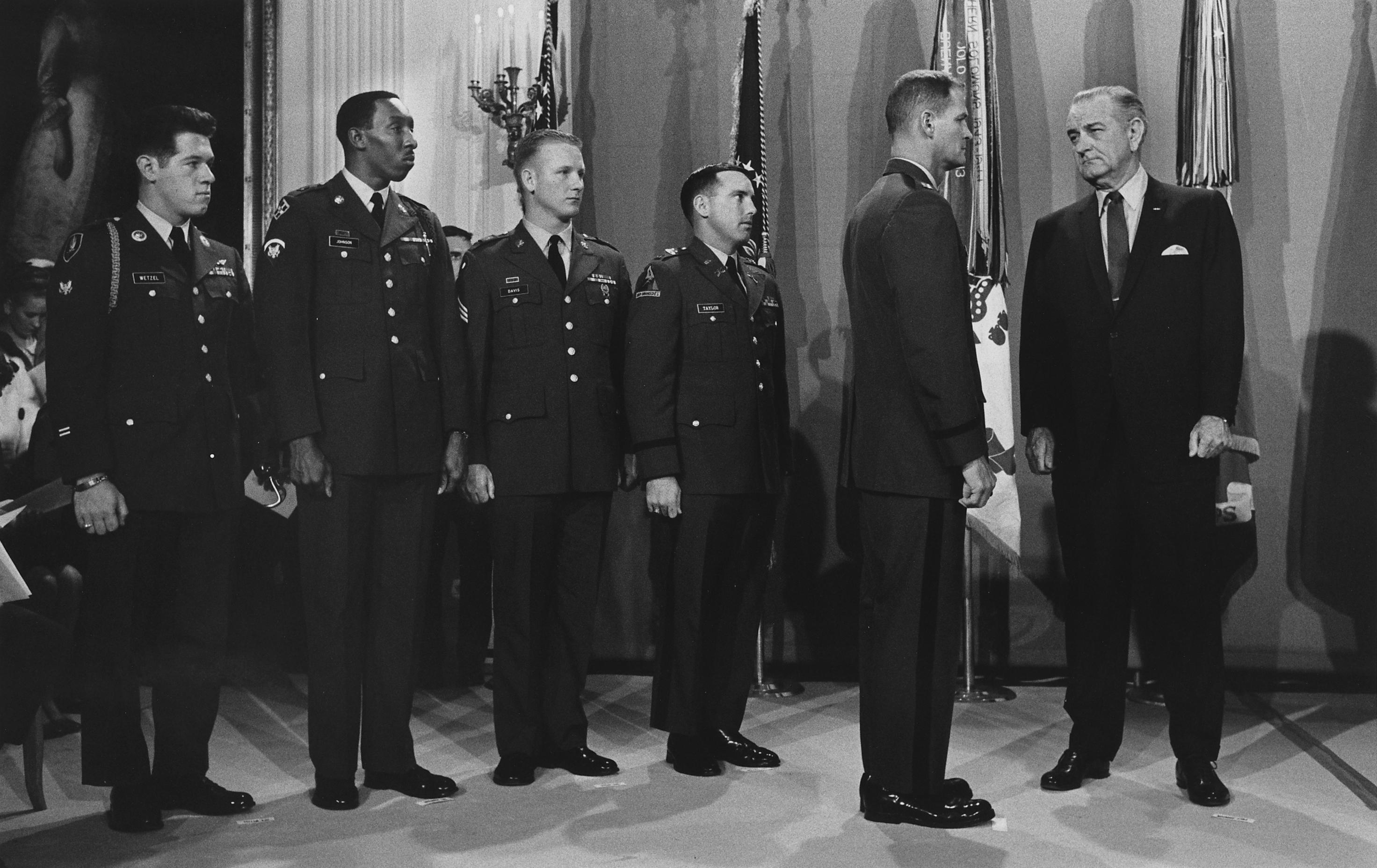
Награждение медалью Почёта. Слева направо: Гэри Дж. Уэцел, Дуайт Х. Джонсон, Сэмми Ли Дэвис, Джеймс А. Тейлор, Чарльз Дж. Лайтеки и президент США Линдон Джонсон.

Капитан Тейлор, бронетанковые войска, служил старшим офицером в отряде В, первого дивизиона. Его отряд участвовал в атаке на укреплённую позицию к западу от Ке Сон и попал под плотный вражеский обстрел из безоткатных орудий, миномётов и автоматического оружия с сильного вражеского пункта, расположенного прямо по фронту. Одна штурмовая машина кавалерийского полка была тотчас подбита из безоткатного орудия, все пятеро членов экипажа были ранены. Осознавая, что подбитая машина может взорваться, капитан Тейлор бросился вперёд и лично вытащил раненых в безопасное место, несмотря на град вражеского огня и взрывающегося боезапаса. Спустя несколько минут вторая штурмовая машина кавалерийского полка была подбита несколькими снарядами из безоткатных орудий. Несмотря на продолжающийся плотный вражеский огонь, капитан Тейлор бросился вперёд, чтобы спасти раненых из горящей машины и лично дотащил всех раненых до безопасного места  у ближайшей дамбы. Через несколько секунд машина взорвалась. Когда капитан Тейлор возвращался к своей машине, он получил болезненное ранение от взорвавшегося снаряда из миномёта, тем не менее, он доблестно вернулся к своей машине, чтобы переместить посадочную площадку для медицинской эвакуации ближе к линии фронта. Во время движения, его машина попала под пулемётный огонь с вражеской позиции в 50 ярдах. Капитан Тейлор огнём из пулемёта уничтожил вражеский пулемётный расчёт из 3-х человек. По прибытии на новый эвакуационный пункт была подбита другая машина. Капитан Тейлор снова бросился вперёд и вытащил раненых из машины, погрузил их на свою машину и доставил их к пункту эвакуации, где они оказались в безопасности. Своей непревзойдённой доблестью он вдохновил весь свой отряд, что значительно повлияло  на общий штурм вражеской позиции и непосредственно спас жизни нескольких своих товарищей солдат. Своими действиями он поддержал высочайшие традиции военной профессии и заслужил великую славу для себя, своей части и армии США.               
Оригинальный текст (англ.)
Capt. Taylor, Armor, was serving as executive officer of Troop B, 1st Squadron. His troop was engaged in an attack on a fortified position west of Que Son when it came under intense enemy recoilless rifle, mortar, and automatic weapons fire from an enemy strong point located immediately to its front. One armored cavalry assault vehicle was hit immediately by recoilless rifle fire and all 5 crewmembers were wounded. Aware that the stricken vehicle was in grave danger of exploding, Capt. Taylor rushed forward and personally extracted the wounded to safety despite the hail of enemy fire and exploding ammunition. Within minutes a second armored cavalry assault vehicle was hit by multiple recoilless rifle rounds. Despite the continuing intense enemy fire, Capt. Taylor moved forward on foot to rescue the wounded men from the burning vehicle and personally removed all the crewmen to the safety of a nearby dike. Moments later the vehicle exploded. As he was returning to his vehicle, a bursting mortar round painfully wounded Capt. Taylor, yet he valiantly returned to his vehicle to relocate the medical evacuation landing zone to an area closer to the front lines. As he was moving his vehicle, it came under machinegun fire from an enemy position not 50 yards away. Capt. Taylor engaged the position with his machinegun, killing the 3-man crew. Upon arrival at the new evacuation site, still another vehicle was struck. Once again Capt. Taylor rushed forward and pulled the wounded from the vehicle, loaded them aboard his vehicle, and returned them safely to the evacuation site. His actions of unsurpassed valor were a source of inspiration to his entire troop, contributed significantly to the success of the overall assault on the enemy position, and were directly responsible for saving the lives of a number of his fellow soldiers. His actions were in keeping with the highest traditions of the military profession and reflect great credit upon himself, his unit, and the U.S. Army.